# Air Europa
Ер Европа (званично Air Europa Líneas Aéreas, S.A.U.) је авио-компанија из Шпаније, трећа по величини у тој земљи након Иберије и Вуелинга. Авио компанија има седиште у Љукмајору, на острву Мајорка. Авио компанија је 100% у власништву компаније Глобалија, компаније за путовање и туризам којом управља Хуан Хосе Хидалго. Од септембра 2007. године, авиокомпанија је члан Скајтим савеза. 

## Дестинације
Ер Европа вози на линијама између северне и западне Европе и одмаралишта на Канарским и Балеарским острвима. Такође обавља домаће редовне летове и редовне летове на дугим релацијама до Северне Америке и Јужне Америке. Главна база је аеродром Палма де Мајорка.

## Галерија
- Авион Боинг 787-8 авио-компаније Ер Европа прилази аеродрому Мадрид-Барахас
- Ербас А330-300 са новим изгледом летилица авио-компаније
- Ембраер 195 са новим изгледом летилица
- Боинг 737-800 са Скајтим изгледом
- АТР 72-500 са старим изгледом летилица авио-компаније